# Lijst van voetbalinterlands Bangladesh - India (vrouwen)
Deze lijst van voetbalinterlands is een overzicht van alle officiële voetbalinterlands tussen de nationale vrouwenteams van Bangladesh en India. De landen hebben tot nu toe twaalf keer tegen elkaar gespeeld.

## Wedstrijden
| №  | Plaats      | Datum             | Competitie                          | Wedstrijd          | Uitslag |
| -- | ----------- | ----------------- | ----------------------------------- | ------------------ | ------- |
| 1  | Dhaka       | 6 februari 2010   | Zuid-Aziatische Spelen 2010         | Bangladesh − India | 0 − 7   |
| 2  | Cox's Bazar | 17 december 2010  | Zuid-Aziatisch kampioenschap 2010   | Bangladesh − India | 0 − 6   |
| 3  | Dhaka       | 18 maart 2011     | Olympische Spelen 2012 kwalificatie | Bangladesh − India | 0 − 3   |
| 4  | Colombo     | 7 september 2012  | Zuid-Aziatisch kampioenschap 2012   | Bangladesh − India | 0 − 3   |
| 5  | Islamabad   | 15 november 2014  | Zuid-Aziatisch kampioenschap 2014   | Bangladesh − India | 1 − 5   |
| 6  | Shillong    | 13 februari 2016  | Zuid-Aziatische Spelen 2016         | India − Bangladesh | 5 − 1   |
| 7  | Siliguri    | 31 december 2016  | Zuid-Aziatisch kampioenschap 2016   | India − Bangladesh | 0 − 0   |
| 8  | Siliguri    | 4 januari 2017    | Zuid-Aziatisch kampioenschap 2016   | India − Bangladesh | 3 − 1   |
| 9  | Yangon      | 11 november 2018  | Olympische Spelen 2020 kwalificatie | Bangladesh − India | 1 − 7   |
| 10 | Biratnagar  | 20 maart 2019     | Zuid-Aziatisch kampioenschap 2019   | India − Bangladesh | 4 − 0   |
| 11 | Kathmandu   | 13 september 2022 | Zuid-Aziatisch kampioenschap 2022   | India − Bangladesh | 0 − 3   |
| 12 | Kathmandu   | 23 oktober 2024   | Zuid-Aziatisch kampioenschap 2024   | Bangladesh − India | 3 − 1   |

## Samenvatting
| Competitie                     | Totaal gespeeld | Winst Bangladesh | Gelijk | Winst India | Doelsaldo Bangladesh – India |
| ------------------------------ | --------------- | ---------------- | ------ | ----------- | ---------------------------- |
| Olympische Spelen kwalificatie | 2               | 0                | 0      | 2           | 1 − 10                       |
| Zuid-Aziatisch kampioenschap   | 8               | 2                | 1      | 5           | 8 − 22                       |
| Zuid-Aziatische Spelen         | 2               | 0                | 0      | 2           | 1 − 12                       |
| Totaal                         | 12              | 2                | 1      | 9           | 10 − 44                      |